# CD33
CD33 è una proteina con funzione di recettore transmembrana, espressa dalle cellule mieloidi e dalle cellule di kupffer, che promuove l'adesione cellulare acido sialico-dipendente.
La proteina CD33 controlla l'attivazione microgliale ma nella malattia di Alzheimer va in overdrive in presenza di proteine amiloide e tau, la sua espressione è nota per essere legata a TREM2.